# Érika Zaba
Érika Zaba Beltrán (Ciudad de México, 15 de junio de 1978) es una cantante mexicana.

## Carrera
A los 3 años de edad participó en varios programas infantiles de televisión como Juguemos A Cantar, en comerciales, modelaje y en siete obras de teatro. En 1989 entró en el grupo "La Onda Vaselina" (después OV7) en el que permaneció desde 1989 hasta su desintegración en el 2003. Participó en la obra Reprobados. En el 2004 entró a Big Brother VIP 3. En febrero de 2006 se reencontró con sus compañeros de OV7 por la premier del documental "Cuatro labios". En el 2010 hizo su regreso junto en el escenario con el Grupo pop OV7.

## Vida personal
Erika perdió a sus padres en un accidente automovilístico a la edad de 16 años, después del cual estuvo alrededor de 8 meses en el hospital recuperándose de las fracturas. Más adelante regresó a la Onda Vaselina, y se hizo cargo de sus 2 hermanas menores, Tania y Jessica. El 28 de abril de 2019, dio a conocer que esperaba a su primer hijo junto a su esposo Francisco Oliveros.

## Discografía
- La Onda Vaselina (1989)
- Susanita tiene un ratón (1990)
- La Onda Vaselina 2 (1991)
- Dulces para ti (1992)
- La banda rock (1993)
- Hoy (1995)
- Entrega total (1997)
- Vuela más alto (1998)
- CD 00 (2000)
- OV7 en directo rush (2001)
- Siete latidos (2001)
- Punto (2003)
- Primera fila: OV7 (2010)
- OV7: En el palacio de los deportes (2011)
- fOreVer7 (2012)
- A tu lado (2013)
- OV7 Kabah En vivo (2015)
- 90's Pop Tour (En Vivo) (2017)
- 90's Pop Tour (En Vivo) (2018)
- 90's Pop Tour (En Vivo) (2019)